# 4159 Freeman
4159 Freeman este un asteroid din centura principală, descoperit pe 5 aprilie 1989 de Eleanor Helin.